# Scaptomyza ampliloba
Scaptomyza ampliloba är en tvåvingeart som först beskrevs av Hardy 1967.  Scaptomyza ampliloba ingår i släktet Scaptomyza och familjen daggflugor. Inga underarter finns listade i Catalogue of Life.